# 亚历山大·卡西莫维奇·卡齐姆-贝克
亚历山大·卡西莫维奇·卡齐姆-贝克（俄語：Александр Касимович Казем-Бек；1802年6月22日—1870年11月27日），原名米尔扎·卡齐姆-贝克（羅馬化：Mirzâ Kâzem Beg），俄罗斯帝国波斯裔東方學家、历史学家与语言学家，圣彼得堡大学东方语言系的首届系主任，曾教导列夫·托尔斯泰，在中东研究与突厥研究领域成绩斐然，被誉为俄国“伊斯兰教研究方面的先驱”“突厥学学派创立人”。
卡齐姆-贝克还被认为是“喀山东方学派”的奠基人、俄国东方学研究事业的组织者。俄国东方学家B·B·格里戈里耶夫认为：卡齐姆-贝克令俄国的东方学研究迈向学术化轨道，使俄国的东方学水平同欧洲媲美，有时甚至好过西欧的东方学界。